# 브루나이의 왕자 마틴
압둘 마틴(Abdul Mateen, 1991년 8월 10일 ~ )은 브루나이의 왕족이다. 브루나이의 술탄 하사날 볼키아의 10번째 자녀이자 4번째 아들이다.